# تولين
تولين هي إحدى القرى اللبنانية من قرى قضاء مرجعيون في محافظة النبطية. تحدها من الشمال القنطرة والغندورية ومن الشرق قبريخا ومن الجنوب مجدل سلم والصوانة ومن الغرب قلاوي وبرج قلاوي. تبعد عن بيروت حوالي 120 كلم وترتفع 515م عن سطح البحر كما يبلغ عدد سكانها حوالي 4000 نسمة.

## شخصيات ملحوظة
ابرز الشخصيات من قرية تولين، الشهيد غالب محمد عوالي الذي اغتيل على يد الإسرائيليين بتاريخ في 2004.

## المعالم
ابرز معالمها الحديثة مجمع القائم الذي يضم مسجدا وقاعات للمحاضرات ومركز طبي حديث وقاعات رياضية ومعهد للعلوم الدينية والثقافية.

## ظروف الحياة
يعتمد اهلها على زراعة التبغ بشكل واسع،. تضم نسبة لا بأس بها من المغتربين من مختلف الدول.

## وصلات خارجية
- منتديات بلدة تولين الجنوبية